# Prostori v srcu
Prostori v srcu (angleško Places in the Heart) je ameriški dramski film iz leta 1984, ki ga je režiral in zanj napisal scenarij Robert Benton. V glavnih vlogah nastopajo Sally Field, Lindsay Crouse, Ed Harris, Ray Baker, Amy Madigan, John Malkovich, Danny Glover, Jerry Haynes in Terry O'Quinn. Zgodba prikazuje boj vdove v Teksasu za svojo kmetijo v obdobju Velike depresije s pomočjo slepega moškega in temnopoltega reveža.
Film je bil premierno prikazan 21. septembra 1984. Naletel je na dobre ocene kritikov in dosegel finančni uspeh z več kot 34 milijonov USD prihodkov ob 9,5-milijonskem proračunu. Na 57. podelitvi je bil nominiran za oskarja v sedmih kategorijah, tudi za najboljši film, nagrajen pa je bil za najboljši izvirni scenarij in igralko (Field). Nominiran je bil tudi za tri zlate globuse, od katerih je bil nagrajen za najboljšo igralko v dramskem filmu (Field), nominiran pa je bil še za najboljši dramski film in scenarij. Nagrajen je bil tudi s srebrnim medvedom za najboljšo režijo na Berlinalu.

## Vloge
- Sally Field kot Edna Spalding
- Lindsay Crouse kot Margaret Lomax
- Danny Glover kot Moses »Moze« Hadner
- John Malkovich kot g. Will
- Ed Harris kot Wayne Lomax
- Ray Baker kot šerif Royce Spalding
- Amy Madigan kot Viola Kelsey
- Yankton Hatten kot Frank Spalding
- Gennie James kot Possum Spalding
- Lane Smith kot Albert Denby
- Terry O'Quinn kot Buddy Kelsey
- Bert Remsen kot Tee Tot Hightower
- Jay Patterson kot W.E. Simmons
- Toni Hudson kot Ermine
- De'voreaux White kot Wylie
- Jerry Haynes kot pomočnik Jack Driscoll